# 滇藏细叶芹属
滇藏细叶芹属（学名：Chaerophyllopsis）是繖形科下的一个属。草本植物。

## 下属物种
本属包括以下物种：
- 滇藏细叶芹 Chaerophyllopsis huai H.Boissieu，中国特有植物